# Hotel Inglaterra (l'Havana)
L'Hotel Inglaterra està situat a La Habana Vieja i és Monument Nacional des de 1981 i col·loca als seus hostes al centre de la història, de la cultura nacional, al cor mateix de la tradicional Havana. Visitar-lo és tornar a temps passats, recórrer el món colonial del convuls Carib, assistir a les lluites per la independència, submergir-se en una república llatinoamericana i emergir dins d'un nou projecte.

## Història
Quan l'Havana encara estava envoltada per la forta muralla que la protegia contra pirates i invasors, a la ciutat que sorgia extramurs s'aixecava una edificació de dos pisos (1844), coneguda per Cafè i Saló Escauriza. Era el principi del futur Hotel Inglaterra. Molt a prop d'aquí hi havia el Teatro Tacón origen de la petita revolta anomenada "La Batalla del Ponche de Leche".
El Cafè va canviar de nom quan el 1863 el va comprar Joaquín Payret, el qual li va posar el nom de Le Louvre. El nom, d'origen francès, va patir en poc temps una transformació, l'article va ser castellanitzat, quedant llavors com El Louvre, que donaria origen a l'anomenada Acera del Louvre. En aquest lloc va haver un altre enfrontament entre espanyols i criolls.
El 1875 Joaquín Payret va vendre el cafè El Louvre per construir el teatre Payret. Ja des del moment de la venda, i contigua al Cafè, hi havia una edificació que albergava al "Le Grand Hotel i el Restaurante Inglaterra".
En aquest cafè, el 21 abril 1879, José Martí va contribuir a l'ebullició de la lluita amb un discurs en homenatge al periodista Adolfo Márquez Sterling, que va resultar al mateix temps un al·legat incisiu contra l'autonomisme.
El 1886, el capità de l'Exèrcit Espanyol Francisco Villamil va arrendar l'hotel, que ja estava unificat, i li va afegir la tercera planta. Era tal la bellesa i l'esplendor del local que els estrangers prenien fotografies per mostrar-les en els seus respectius països. Hi havia sorgit l'Hotel dels Hotels de l'Havana, comparable amb els millors del món.
El 1901 van culminar les obres de millora. La premsa de l'època va afirmar que s'havien invertit 300 mil pesos or en els treballs. A l'hotel se li va dotar de llum elèctrica, telèfon a cada habitació, bany cada cambra amb aigua freda i calenta i servei telegràfic amb comunicació a qualsevol part del món. L'Hotel constava llavors de 100 habitacions.
Al març de 1914, se li va addicionar una marquesina de vidres a l'entrada i se li va agregar una quarta planta. Era l'anomenada època de les vaques grasses. Va esclatar la Primera Guerra Mundial i els preus del sucre, columna vertebral de l'economia cubana, augmentaven cada vegada més.
En els propers anys, l'hotel resultaria àmpliament afavorit pel creixent turisme nord-americà. L'auge es devia a la proximitat dels Estats Units i a la creixent absorció dels negocis pels empresaris del nord. Posteriorment també beneficiaria a l'hotel la implantació de la Llei Seca al veí del Nord.
No obstant això, l'economia de l'hotel no va poder resistir la depressió del 1929, i el 1931 tancava les seves portes malgrat el seu passat de glòria. Transcorreguts 8 anys va tornar a la palestra, dedicat sobretot a la celebració de festes, casaments i aniversaris. Encara que continuava funcionant com a hotel i ja no tenia l'esplendor d'abans va seguir sent un hotel amb acceptació degut a la seva proximitat al centre històric de l'Havana i el tracte gairebé familiar dels seus empleats.
Degut al triomf de la revolució i al consegüent bloqueig dels EUA, el turisme internacional a Cuba, integrat quasi exclusivament per nord-americans, va entrar en una profunda crisi. Després d'una gran remodelació, el 1998 l'Hotel Inglaterra reobria les seves portes mantenint la seva esplendor d'antany.